# Presbytis melalophos
Presbytis melalophos là một loài động vật có vú trong họ Cercopithecidae, bộ Linh trưởng. Loài này được Raffles mô tả năm 1821.